# Pontí
El pontí o rascàs de fonera (Pontinus kuhlii) és una espècie de peix marí pertanyent a la família dels escorpènids.

## Descripció
Fa 52 cm de llargària màxima (normalment, en fa 31,5). Els mascles són més grossos que les femelles. Té apèndixs dèrmics i crestes òssies, ulls grossos i voluminosos, la part inferior del cap escatosa, de color vermell, amb l'abdomen groc marronós i el dors i els flancs puntejats de vermell.

## Alimentació
- Menja peixos i gambes.[8]

## Hàbitat
És un peix marí i d'aigües fondes (42°N-8°S, 32°W-16°E) que viu entre 100-600 m de fondària (normalment, entre 100-460).

## Distribució geogràfica
Es troba a l'Atlàntic oriental, del Portugal continental, Madeira, les illes Canàries, São Tomé, Cap Verd i les illes Açores) i la Mediterrània (Sicília i la península Ibèrica).

## Observacions
És inofensiu per als humans.